# Änglarnas fall
Änglarnas fall är en målning från 1620 av den flamländske konstnären Peter Paul Rubens. Ämnet är från Matteusevangeliet 25:41: "Gån bort ifrån mig, I förbannade, till den eviga elden, som är tillredd åt djävulen och hans änglar".
Målningen finns på Alte Pinakothek i München. Den vandaliserades 1959 när en man kastade syra på den. Gärningsmannen förklarade användningen av syra med att "vätskan befriar en från förstörelsearbetet".